# Buffalo Bill (pel·lícula de 1944)
Buffalo Bill és una pel·lícula estatunidenca dirigida per William A. Wellman, estrenada el 1944.

## Argument
Aquesta pel·lícula narra la història de William "Buffalo Bill" Cody, llegendari home de l'oest, des dels seus dies com explorador de l'exèrcit i el seu romanç amb la que seria la seva esposa Louisa Frederici fins a les seves activitats més tardanes quan era propietari d'un espectacle de l'oest Salvatge.

## Repartiment
- Joel McCrea: William Cody anomenat Buffalo Bill
- Maureen O'Hara: Louisa Cody
- Linda Darnell: Dawn Starlight
- Thomas Mitchell: Ned Buntline
- Anthony Quinn: Mà Groga
- Edgar Buchanan: el sergent Chips Mc Grow
- Moroni Olsen: el senador Frederici
- Frank Fenton: Murdo Carvell
- Matt Briggs: el general Blazier

## Rebuda
Un amic nostre té un sistema pintoresc per classificar les pel·lícules. Mesura totalment sobre la base de la quantitat de pólvora descarregada. Una pel·lícula en la qual el cruixit d'armes de foc és excessiva la valora en la part superior en la seva escala; considera que ell tristament és enganyat per una pel·lícula en la qual no es dispara ni un tret.
El nostre amic gaudirà amb "Buffalo Bill"—and així molta altra gent amb les exhibicions explosives. Com a mínim, en gaudirà els primers dos terços del film. Perquè el nombre de trets és com hom s'imaginaria en una pel·lícula de nom tan magnífic; els pell-roges cauen com coloms en aquest film. Quan els cheyennes, en pintura de guerra de Technicolor, venen cridant a través de Gorja War Bonnet per trobar el venjatiu Cinquè de Cavalleria a una velocitat similar, la consegüent massacre d'indis és bonica i terrible per veure-la.